# Besleria pennellii
Besleria pennellii är en tvåhjärtbladig växtart som beskrevs av Conrad Vernon Morton. Besleria pennellii ingår i släktet Besleria och familjen Gesneriaceae. Inga underarter finns listade i Catalogue of Life.